# São João de Brito
São João de Brito era una freguesia portuguesa del municipio de Lisboa, distrito de Lisboa.

## Historia
La freguesia de São João de Brito, que tomaba el nombre de la iglesia consagrada al mártir jesuita homónimo, fue una de las doce creadas por la reforma administrativa de la ciudad de Lisboa llevada  a cabo por Decreto-Ley de 7 de febrero de 1959.
Fue suprimida el 8 de noviembre de 2012 en aplicación de una resolución de la Asamblea de la República portuguesa al pasar a formar parte de la freguesia de Alvalade.